# Гилдвилер
Гилдвилер (фр. Gildwiller) насеље је и општина у источној Француској у региону Алзас, у департману Горња Рајна која припада префектури Алткирх.
По подацима из 2011. године у општини је живело 291 становника, а густина насељености је износила 57,97 становника/km². Општина се простире на површини од 5,02 km². Налази се на средњој надморској висини од 295 метара (максималној 357 m, а минималној 288 m).

## Демографија
| 1962. | 1968. | 1975. | 1982. | 1990. | 1999. | 2011. |
| ----- | ----- | ----- | ----- | ----- | ----- | ----- |
| 152   | 169   | 188   | 244   | 282   | 278   | 291   |

График промене броја становника у току последњих година